# (215080) Kaohsiung
(215080) Kaohsiung est un astéroïde de la ceinture principale.

## Description
(215080) Kaohsiung est un astéroïde de la ceinture principale. Il fut découvert le 20 mars 2009 à l'Observatoire de Lulin par Yuan-Sheng Tsai et Chi-Sheng Lin. Il présente une orbite caractérisée par un demi-grand axe de 2,79 UA, une excentricité de 0,13 et une inclinaison de 4,5° par rapport à l'écliptique.

## Compléments